# Jabal Sirbāl
Jabal Sirbāl är ett berg i Egypten.   Det ligger i guvernementet Sina al-Janubiyya, i den nordöstra delen av landet, 280 km sydost om huvudstaden Kairo. Toppen på Jabal Sirbāl är 1 989 meter över havet.
Terrängen runt Jabal Sirbāl är kuperad norrut, men söderut är den bergig. Runt Jabal Sirbāl är det mycket glesbefolkat, med 4 invånare per kvadratkilometer. Det finns inga samhällen i närheten. Trakten runt Jabal Sirbāl är ofruktbar med lite eller ingen växtlighet.